# Nematus
Nematus is een geslacht van echte bladwespen (Tenthredinidae).

## Soorten
- N. absconditus (Lindqvist, 1949)
- N. acuminalis Vikberg, 1982
- N. angustiserra (Lindqvist, 1969)
- N. asper (Lindqvist, 1959)
- N. bergmanni Dahlbom, 1835
- N. bipartitus Serville, 1823
- N. bohemani C. G. Thomson, 1871
- N. boreophilus (Lindqvist, 1971)
- N. breviseta (Lindqvist, 1949)
- N. brevivalvis C. G. Thomson, 1871
- N. brunneus (Lindqvist, 1982)
- N. cadderensis Cameron, 1875
- N. caeruleocarpus Hartig, 1837
- N. carelicus Hellen, 1948
- N. carinatus (Lindqvist, 1969)
- N. caudalis (Lindqvist, 1968)
- N. clavicercus (Lindqvist, 1957)
- N. coeruleus Zinovjev, 1978
- N. connectus (Lindqvist, 1957)
- N. curticornis (Lindqvist, 1969)
- N. dispar Zaddach, 1876
- N. disparoides (Lindqvist, 1969)
- N. dissimilis Forster, 1854
- N. distinguendus (Enslin, 1915)
- N. doebelii (Konow, 1904)
- N. dorsatus Cameron, 1876
- N. epimeris (Lindqvist, 1969)
- N. facialis (Lindqvist, 1969)
- N. fagi Zaddach, 1876
- N. fahraei C. G. Thomson, 1862
- N. ferrugineus Forster, 1854
- N. flavescens Stephens, 1835
- N. flavominutissimus Haris, 2001
- N. frenalis C. G. Thomson, 1888
- N. fulvescens (Lindqvist, 1949)
- N. fulviventris (Lindqvist, 1957)
- N. fumosus Lacourt, 1991
- N. fuscomaculatus Forster, 1854
- N. fusculus (Lindqvist, 1957)
- N. gracilidentatus (Viitasaari, 1980)
- N. holmgreni (Lindqvist, 1968)
- N. hypoxanthus Forster, 1854
- N. incompletus Forster, 1854
- N. jugicola C. G. Thomson, 1871
- N. kangasi (Lindqvist, 1964)
- N. latibasis (Lindqvist, 1949)
- N. lauroi (Lindqvist, 1960)
- N. leionotus (Benson, 1933)
- N. leptocephalus C. G. Thomson, 1862
- N. leptostigma (Lindqvist, 1957)
- N. leucopyga (Lindqvist, 1949)
- N. leucotrochus Hartig, 1837
- N. lientericus Holmgren, 1883
- N. lindbergi (Lindqvist, 1957)
- N. lonicerae (Weiffenbach, 1957)
- N. lucidus (Panzer, 1801)
- N. maculifrons (Lindqvist, 1960)
- N. majusculus Lacourt, 1991
- N. melanaspis Hartig, 1840
- N. melanocephalus Hartig, 1837
- N. melanochrous (Lindqvist, 1969)
- N. microserratus (Lindqvist, 1941)
- N. miliaris (Panzer, 1797) – Weidebladwesp
- N. monticola C. G. Thomson, 1871
- N. myosotidis (Fabricius, 1804)
- N. nigricornis Serville, 1823
- N. nigritus (Lindqvist, 1957)
- N. nigriventris Holmgren, 1883
- N. nitidus (Lindqvist, 1969)

- N. notabilis (Konow, 1903)
- N. nubium (Benson, 1935)
- N. nuortevai (Lindqvist, 1957)
- N. olfaciens Benson, 1953
- N. oligospilus Forster, 1854
- N. pallens (Konow, 1903)
- N. pallidinervis (Hellen, 1951)
- N. palliditarsis Cameron, 1875
- N. parviserratus (Lindqvist, 1944)
- N. parvulus Holmgren, 1883
- N. pavidus Serville, 1823
- N. peltoneni (Lindqvist, 1969)
- N. platystigma (Lindqvist, 1949)
- N. poecilonotus Zaddach, 1876
- N. polaris Holmgren, 1883
- N. politus (Lindqvist, 1974)
- N. pravus (Konow, 1895)
- N. princeps Zaddach, 1876
- N. pseudodispar (Lindqvist, 1969)
- N. putoni (Konow, 1903)
- N. quietus Eversmann, 1847
- N. renei (Lindqvist, 1957)
- N. respondens Forster, 1854
- N. reticulatus Holmgren, 1883
- N. ribesicola (Lindqvist, 1949)
- N. ribesii (Scopoli, 1763) – Bessenbladwesp
- N. rutilipes (Lindqvist, 1959)
- N. salicis (Linnaeus, 1758) – Wilgenbladwesp
- N. scotonotus Forster, 1854
- N. semiopacus (Lindqvist, 1957)
- N. semipunctatus (Lindqvist, 1957)
- N. seriepunctatus (Malaise, 1921)
- N. silvestris Cameron, 1884
- N. similator Forster, 1854
- N. sordidiapex (Lindqvist, 1959)
- N. spiraeae Zaddach, 1883
- N. stichi (Enslin, 1913)
- N. stramineipes (Lindqvist, 1957)
- N. striatipleuris (Lindqvist, 1957)
- N. subflavus (Lindqvist, 1957)
- N. tataricus Zinovjev, 1978
- N. tegularis (Lindqvist, 1969)
- N. tenuitarsis (Konow, 1901)
- N. thunebergi (Lindqvist, 1959)
- N. tibialis Newman, 1837 – Robiniabladwesp
- N. togatus Zaddach, 1876
- N. torneensis (Malaise, 1920)
- N. truncus Vikberg, 1982
- N. tulunensis Vikberg, 1972
- N. umbratus C. G. Thomson, 1871
- N. vaccinii (Lindqvist, 1964)
- N. variegatus (Lindqvist, 1957)
- N. verticalis (Lindqvist, 1957)
- N. vicinus Serville, 1823
- N. villosus C. G. Thomson, 1862
- N. viridis Stephens, 1835
- N. viridissimus Moller, 1882
- N. wahlbergi C. G. Thomson, 1871
- N. wolteri (Lindqvist, 1957)
- N. woollatti (Lindqvist, 1971)
- N. zaddachi (Enslin, 1916)